# Escautpont
Escautpont település Franciaországban, Nord megyében. Lakosainak száma 4174 fő (2022. január 1.). Escautpont Odomez, Bruay-sur-l’Escaut, Bruille-Saint-Amand, Fresnes-sur-Escaut, Onnaing és Raismes községekkel határos.

## Népesség
A település népességének változása:
| Lakosok száma | 4144 | 4274 | 4240 | 4192 | 4173 | 4208 | 4172 | 4152 | 4174 |
|               | 2013 | 2015 | 2016 | 2017 | 2018 | 2019 | 2020 | 2021 | 2022 |